# Limbi slave de vest
Limbile slave de vest sau limbile slave occidentale sunt o subfamilie a limbilor slave, care conține trei alte subgrupuri, caracterizate prin diverse valori. Cele mai dens folosite limbi slave de vest sunt: poloneză (42,5 de milioane de vorbitori), cehă (12 de milioane de vorbitori) și slovacă (6 de milioane de vorbitori).
Dialectele slave occidentale s-au separat din limba proto-slavă în perioada de migrație a popoarelor la începutul Evului Mediu. Între secolul VII și secolul X grupul s-a împărțit în două subgrupuri, care există și astăzi: limbile lehitice și limbile sorabe (luzațiane). În secolul IX a apărut subgrupul ceho-slovac, care înainte a făcut parte din subfamilie slavă de sud, dar a fost separat din diasistemul slav de centru-sud de către maghiari.

## Arbore de clasificare
- limbi indo-europene
  - balto-slave[1]
    - slave
      - slave de vest
        - ceho-slovace
          - cehă (čeština)
          - cnaanică[2] (לשון כנען)
          - slovacă (slovenčina)

        - lehitice
          - polabă[2] (wenska)
          - poloneză (polszczyzna)
            - sileziană[3] (ślůnsko)

          - pomeraniană[4] (pòmòrsczi)
            - cașubiană (kaszëbizna)
            - slovinciană[2] (słowińsczi)

        - sorabe
          - limba sorabă de jos (dolnoserbšćina)
          - limba sorabă de sus (hornjoserbšćina)